# 강별
강별(1990년 8월 9일 ~ )은 대한민국의 배우이다.

## 학력
- 동국대학교 연극학과 (학사)

## 생애
2008년 Mnet 예능 프로그램 《전진의 여고생》으로 연예계에 입문했고, 2009년 영화 《여고괴담 5》에 출연하며 배우로서 데뷔했다.

## 출연 작품

### 예능
- 2008년 M-net 《전진의 여고생 4》

### 연극
- 2019년 연극 《카모마일과 비빔면》 ... 유인 역
- 2020년 연극 《밑바닥에서》 ... 바실리사 역
- 2020년 연극 《돌아온다》 ... 화영 역
- 2020년 연극 《오월의 햇살》 ... 신수경 역
- 2023년 연극 《마우스 트랩》 ... 몰리 역

### 드라마
- 2009년 MBC 주말 특별기획 드라마 《인연만들기》 ... 한효은 역
- 2010년 tvN 금요 특별기획 드라마 《위기일발 풍년빌라》 ... 박송이 역
- 2010년 MBC 주말 특별기획 드라마 《김수로》 ... 아효부인 / 아니공주 역
- 2012년 SBS 드라마스페셜 《옥탑방 왕세자》 ... 레이디 미미 역
- 2013년 KBS2 수목 미니시리즈 《천명: 조선판 도망자 이야기》 ... 최우영 역
- 2013년 SBS 저녁 일일연속극 《못난이 주의보》 ... 공진주 / 김진주 역
- 2014년 SBS 월화 미니시리즈 《신의 선물 - 14일》 ... 한기태의 여자친구 역 (특별출연)
- 2015년 KBS DRAMA 수목 미니시리즈 《Miss 맘마미아》 ... 서영주 역
- 2015년 SBS 주말 특별기획 드라마 《이혼변호사는 연애중》 ... 고소리 역 (특별출연)
- 2015년 KBS1 저녁 일일연속극 《가족을 지켜라》 ... 이해수 역
- 2016년 MBC 아침 일일연속극 《언제나 봄날》 ... 주인정 / 강인정 역
- 2019년 MBN 수목 미니시리즈 《레벨업》 ... 배야채 역
- 2022년 MBC 저녁 일일연속극 《비밀의 집》 ... 남태희 역
- 2024년 KBS1 저녁 일일연속극 《수지맞은 우리》... 진나영 역
- 2025년 KBS2 저녁 일일드라마 《여왕의 집》... 디자이너 L 역 (특별출연)

### 영화
| 연도 | 제목                            | 역할           | 비고 |
| ---- | ------------------------------- | -------------- | ---- |
| 2009 | 《여고괴담 5: 동반자살》        | 강보윤(姜甫尹) |      |
| 2011 | 《완득이》                      | 정윤하(程贇河) |      |
| 2012 | 《미확인 동영상: 절대클릭금지》 | 정미(情眉)     |      |
| 2015 | 《파일: 4022일의 사육》         | 정수경(丁遂敬) |      |
| 2015 | 《서울 서칭》                   | 수진 송        |      |
| 2021 | 《타이거마스크》                | 윤성은 회장    |      |
| 2022 | 《3.5교시》                     | 최선주         |      |

### 뮤직비디오
- 2012년 투빅 〈또 한여잘 울렸어〉

## 수상 및 후보
| 연도 | 시상식                      | 부문                            | 작품          | 결과 |
| ---- | --------------------------- | ------------------------------- | ------------- | ---- |
| 2013 | 제21회 대한민국문화연예대상 | 드라마부문 여자 신인상          | 못난이 주의보 | 수상 |
| 2015 | KBS 연기대상                | 일일극부문 여자 우수연기상      | 가족을 지켜라 | 수상 |
| 2017 | MBC 연기대상                | 연속극부문 여자 우수연기상      | 언제나 봄날   | 후보 |
| 2022 | MBC 연기대상                | 일일·단막극부문 여자 우수연기상 | 비밀의 집     | 후보 |
| 2024 | KBS 연기대상                | 여자 조연상                     | 수지맞은 우리 | 후보 |